# 프란시스코 레온 데 라 바라
프란시스코 레온 데 라 바라(Francisco León de la Barra y Quijano, 1863년 6월 16일 ~ 1939년 9월 23일)는 1911년 5월 25일부터 11월 6일까지 잠시 대통령으로 재임했던 멕시코의 정치인이자 외교관이다.

## 이력
그는 1891년 연방 대의원으로서 정치에 입문하기 전에 게레타로에서 법 학위를 받았었다. 1892년 그는 콤롬버스의 아메리카 발견 4백주년 기념 행사를 위해 마드리드에서 개최한 이베로-아메리카 사법 회의에 참석했다.
1896년 레온 데 라 바라는 외교단에 들어가면서, 1909년에서 1911년까지 브라질, 아르헨티나, 우루과이, 파라과이, 벨기에, 네덜란드, 미국에서 공사로서 재임했다.
그는 포르피리오 디아스에 반대하는 1911년 멕시코 혁명이 미국의 개입을 정당화 시킬 수 없다라고 미국 대통령 윌리엄 하워드 태프트를 설득하여 멕시코에서 공로를 인정받았다. 만국평화회의에서 멕시코 대표였다. 이 때, 그는 국제법에 관한 권위자로서 명성을 얻었다. 1911년 3월 25일에 그는 디아스 하에서 잠시동안 외무부 장관이 되었다.
포르피리오 디아스는 1910년 10월 4일에 7번째로 재선출되었다. 결과로서, 프란시스코 I. 마데로가 폭동을 일으키면서, 산 루이스 계획을 공표한다. 그 폭동은 성공적이었으며, 디아스는 1911년 5월 21일에 시우다드 후아레스 조약에 서명했다. 디아스는 사임하는 것에 동의했다. 그의 사임은 5월 25일에 실시되었으며, 레온 데 라 바라는 새 선거가 열릴때까지 임시 대통령을 했다. 그는 마데로가 정식으로 선출된 대통령으로서 취임할 때인, 1911년 11월 6일까지 재임했다.
레온 데 라 바라는 탈권자 빅토리아노 우에르타 장군의 정부에서, 1913년 2월 11일부터 1914년 7월 4일까지 다시 외무부 장관으로서 재임했다. 그는 1914년 멕시코 주의 주지사로 선출되었지만 그는 곧 유럽에서 국제법으로 진로를 추구하기 위해 사임했다. 그는 프랑스 대사와 헤이그에 위치한 상설중재재판소의 수장이었다. 그는 제1차 세계대전 후 다양한 국제 위원회에 참여했으며 사법과 행정 사무에 관한 많은 책을 썼다. 그는 1939년에 프랑스, 비아리츠에서 죽었다.

## 같이 보기
- 멕시코의 국가원수 목록

## 참고
- (스페인어) "León de la Barra, Francisco", Enciclopedia de México, vol. 8. Mexico City: 1996, ISBN 1-56409-016-7.
- (스페인어) García Puron, Manuel, México y sus gobernantes, v. 2. Mexico City: Joaquín Porrúa, 1984.
- (스페인어) Orozco Linares, Fernando, Gobernantes de México. Mexico City: Panorama Editorial, 1985, ISBN 968-38-0260-5.